# Tadeusz Bierzwiński
Tadeusz Bierzwiński właśc. Dawid Bierzwiński (ur. 16 lub 20 października 1906 w Kaliszu, zm. 15 września 2005 w Warszawie) – działacz komunistyczny, żołnierz, funkcjonariusz organów bezpieczeństwa publicznego, podpułkownik Milicji Obywatelskiej.

## Życiorys
Urodził się w drobnomieszczańskiej żydowskiej rodzinie, jako Dawid Bierzwiński, syn Chaima (Hermana) i Rywki (Reginy) z domu Berkowicz. Otrzymał tradycyjne wychowanie i wykształcenie w chederze. Gimnazjum ukończył w rodzinnym Kaliszu. W efekcie kontaktów z ruchem syjonistycznym (Hashomer Hacair), w 1924 roku wyjechał do Palestyny. Po powrocie do Polski (1927–1928) przez krótki czas pracował w warsztacie u ojca. W tym okresie zaangażował się w ruch komunistyczny i działał w KPP. Między 1930 a 1939 rokiem był dwukrotnie więziony. W lutym 1932 za należenie do partii komunistycznej skazany na 4 lata ciężkiego więzienia, a w latach 1935–1939 odsiadywał wyrok w Sieradzu. Wyszedł na wolność w czerwcu 1939, na kilka tygodni przed wybuchem II wojny światowej.
W latach 1939–1941 znalazł się w zajętym przez sowietów Lwowie, gdzie oficjalnie pracował jako funkcjonariusz związków zawodowych. W czerwcu 1941 roku wcielono go do Armii Czerwonej i wysłano do batalionów pracy, w których służył aż do marca 1944 roku (w 1943 złożył (wówczas jako Dawid Bierzwiński) podanie do ZPP w ZSRR o przyjęcie do tworzonego wojska polskiego). Został skierowany do polskiej 3 Brygady Artylerii Haubic. W stopniu podporucznika był zastępcą dowódcy dywizjonu, następnie pułku. W lipcu 1944 roku w rejonie Chełma kontuzjowany, po trzymiesięcznym leczeniu skierowany do aparatu bezpieczeństwa.
Z dniem 5 grudnia 1944 roku został mianowany na stanowisko zastępcy komendanta ds. politycznych utworzonej w Lublinie Szkoły Oficerów Bezpieczeństwa Publicznego przy Resorcie Bezpieczeństwa Publicznego. Od 1945 był zastępcą komendanta (później dyrektora) ds. politycznych – powstałej na bazie szkoły lubelskiej – Centralnej Szkoły Ministerstwa Bezpieczeństwa Publicznego (MBP) z siedzibą w Łodzi. W grudniu 1945 roku był delegatem na I Zjazd PPR. Z dniem 1 października 1947 roku został usunięty ze Szkoły i przeniesiony do dyspozycji Biura Personalnego MBP.
Od 1 kwietnia 1948 roku powierzono mu stanowisko zastępcy, a od 1 listopada 1949 roku szefa Biura Rejestracji Cudzoziemców w KG MO w Warszawie. W październiku 1950 roku awansował na stopień podpułkownika. Na skutek dopuszczania się m.in. nadużywania zajmowanego stanowiska w stosunku do podległych mu kursantek szkoły i podległego personelu kobiecego z dniem 3 grudnia 1952 roku został zwolniony z zajmowanego stanowiska. Po wydaleniu ze służby w KG MO został zatrudniony na etacie urzędnika w Komitecie Drobnej Wytwórczości w Warszawie. Pomimo zniesienia w 1956 roku kary partyjnej, do pracy w aparacie bezpieczeństwa ani w MO już nie wrócił. Karierę zawodową zakończył w 1969 roku.
Był żonaty z Janiną z domu Aron (1916–1978), z zawodu pedagogiem po Uniwersytecie Warszawskim, która po powrocie z ZSRR pracowała jak dyrektor Towarzystwa Przyjaciół Dzieci Oddział w Łodzi. Miał też jedno dziecko – córkę Halinę urodzoną 6 lipca 1944 roku.
Pochowany na Cmentarzu Wojskowym na Powązkach (kwatera C 35-5-10).

## Ordery i odznaczenia
- Krzyż Kawalerski Orderu Odrodzenia Polski (10 października 1945)[7]
- Złoty Krzyż Zasługi (17 września 1946)[8]
- Medal 10-lecia Polski Ludowej (10 stycznia 1955)[9]